# Франц Иосиф Лихтенштеншский
Франц Иосиф Венцеслав Лихтенштеншский, также известен как принц Венцель (нем. Franz Josef Wenceslaus Georg Maria von und zu Liechtenstein; 19 ноября 1962, Цюрих, Швейцария — 28 февраля 1991, Вадуц, Лихтенштейн) — младший сын князя Лихтенштейна, Франца Иосифа II.

## Биография
Франц Иосиф родился 19 ноября 1962 года. Он был сыном Франца Иосифа II (1906—1989) и его жены Георгины фон Вильчек (1921—1989). Был назван в честь отца.
В 1982 году он поступил в Королевскую военную академию в Сандхерсте. Спустя год стал лейтенантом гренадерской гвардии в Лондоне. Затем он изучал медицину во Фрайбурском и Цюрихском университете. Он работал интерном в больнице Роршаха.
Несмотря на своё происхождение, он вёл скромный и уединённый образ жизни. Он любил читать книги.
О личной жизни ничего неизвестно. Несмотря на это, существует предположение, что Франц Иосиф был гомосексуалистом.

## Смерть
28 февраля 1991 года дворецкий принца постучал к нему в комнату, чтобы разбудить его. В ответ было молчание. Тогда дворецкий зашёл к нему в комнату и увидел мёртвого принца на кровати. Его тело было отвезено в коронеру суда, в Санкт-Галлене. Тело было вскрыто, но причина смерти остаётся в тайне.
Было несколько предположений о его смерти. По одной из версий, принц совершил самоубийство. По другой версии, он хотел совершить над собой медицинский эксперимент, который окончился неудачно. Также на столике возле его кровати были обнаружены два секундомера и маска для анестезии.
Похороны принца прошли 6 марта 1991 года. Он был похоронен в соборе Святого Флорина, рядом с его родителями.